# Frankfurter Schrank

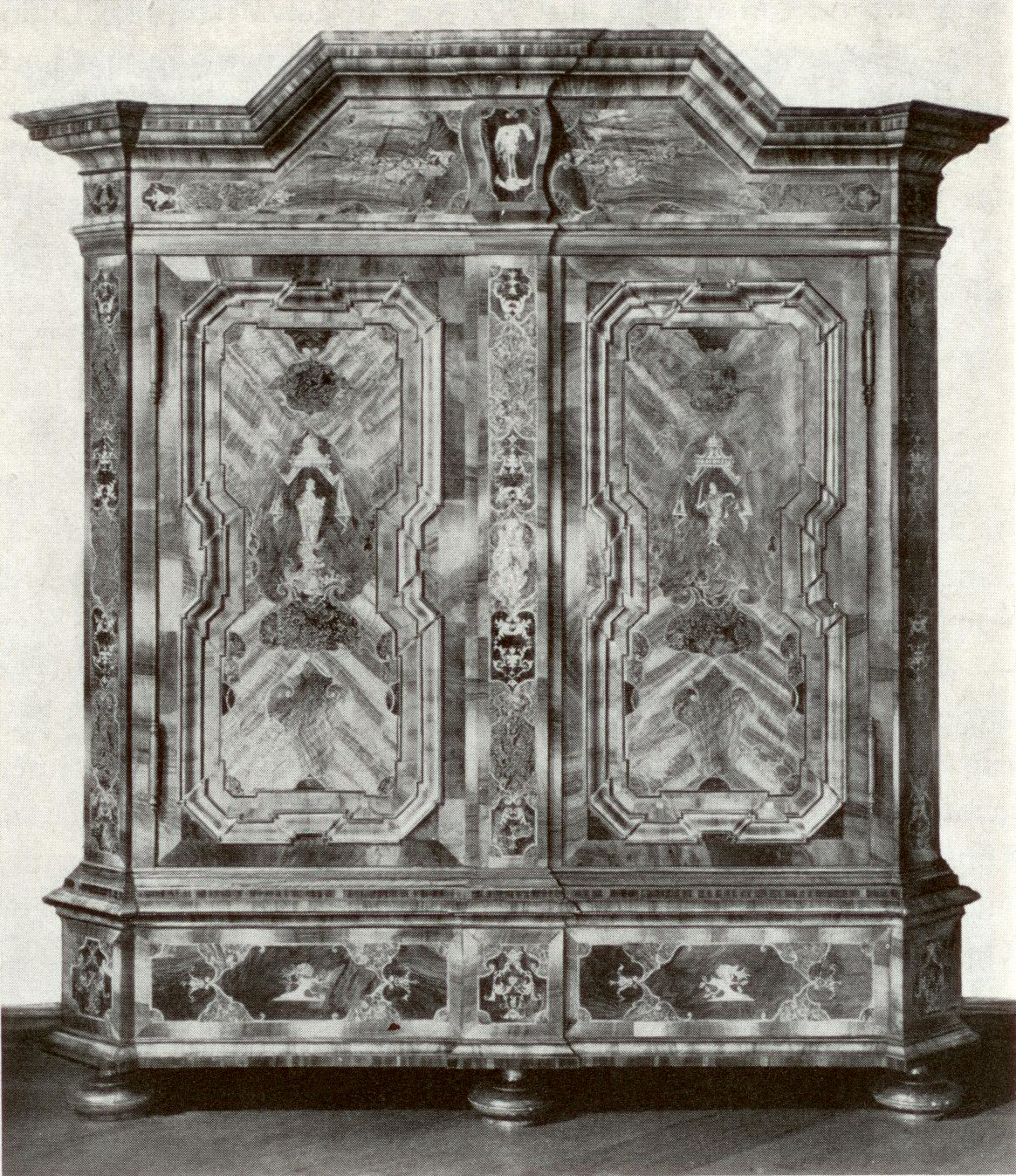
Frankfurter Schrank aus dem Palais Thurn und Taxis, um 1740

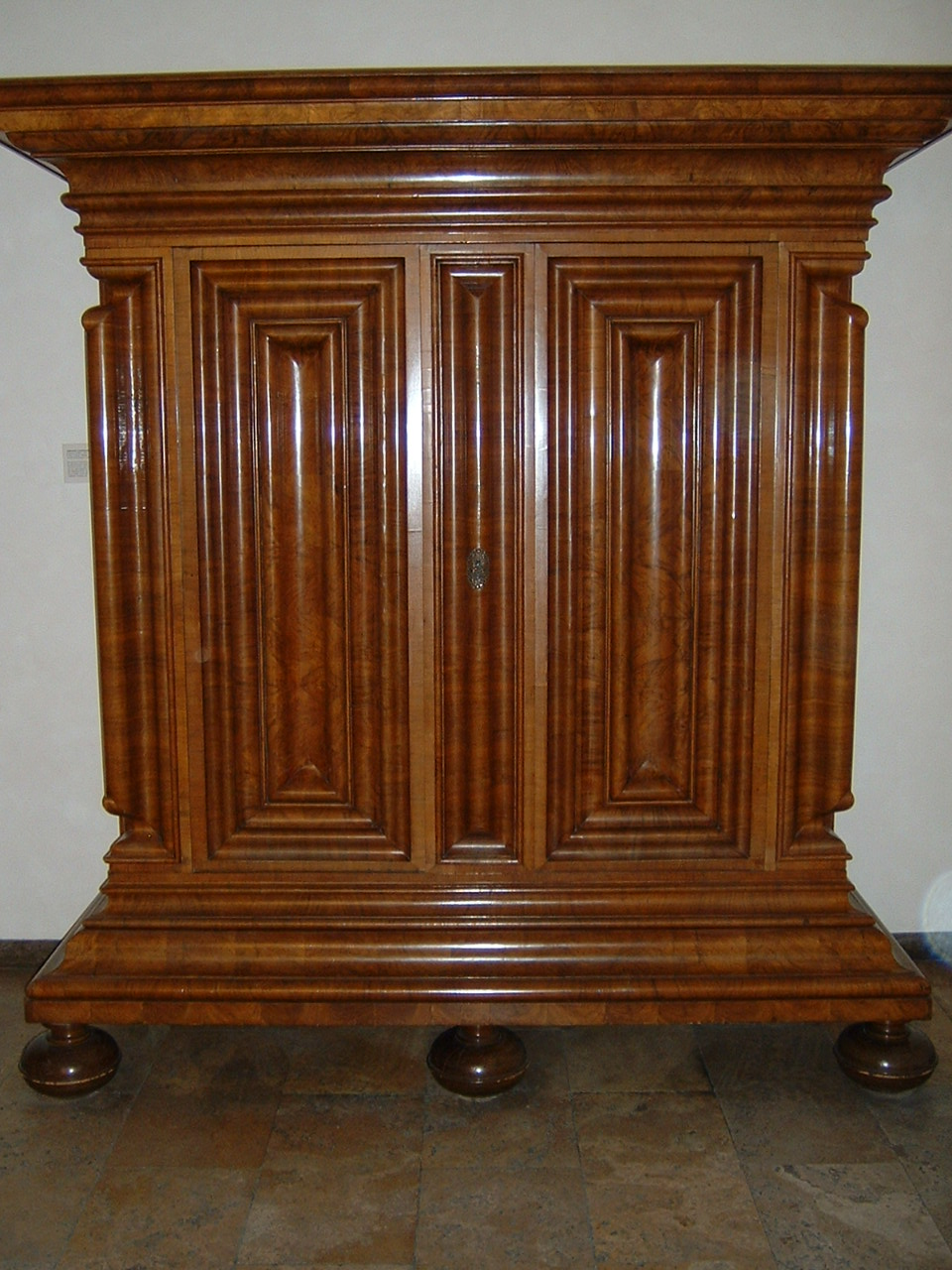
Frankfurter Schrank Nasenschrank (Standort: Römer, Standesamt)

Der Frankfurter Schrank ist ein zweitüriger, barocker Schrank aus der Stadt Frankfurt am Main oder deren Umgebung (Oberhessen) mit einem klaren architektonischen Gliederungssystem, unterschieden wird zwischen Säulen-, Pilaster-, Wellen-, Nasen- und Stollenschrank.
Gefertigt wurden diese aus Fichte mit einem Nussbaum-furnier oder in massiver Eiche. Unfurnierte Exemplare aus Kiefer sind in der Regel moderne Nachbauten. Alle Schränke sind dank ihrer Konstruktionsform mit wenigen Handgriffen in mehrere Einzelteile zerlegbar und wieder zusammensetzbar, ganz ohne Werkzeug, benötigen dafür jedoch zwei Personen.
Die Schränke wurden als Meisterstück im Frankfurter Schreinerhandwerk verlangt, konnten aber auch Auftragsarbeiten von Patrizierfamilien sein. Die ursprüngliche Bedeutung war die Aufbewahrung von Hauswäsche und Kleidern, die Größe sollte den vorhandenen Leinenvorrat der Eignerfamilie veranschaulichen. Die in vielen Exemplaren existierende Kleiderstange in einem Schranksegment wurde im 19. Jahrhundert, mit dem Aufkommen des Kleiderbügels nachgerüstet.
Das Möbel stand im Flur oder in der Diele und bekam immer mehr die Bedeutung eines Repräsentationsmöbels. Öffentlich zugänglich sind die Exemplare im Bolongaropalast, im Goethe-Haus, im Römer. Historische Exemplare wurden und werden häufiger als Aktenschrank genutzt, beispielsweise in Banken oder in den Betriebsräumen des Frankfurter Rathauses.

## Aufbau eines Frankfurter Schranks
Charakteristisch für den Frankfurter Schrank ist seine Gliederung, die Strukturelemente aus der Architektur verwendet. Man unterscheidet zwischen Lisenenschränken und gekehlten Schränken. Erstere verfügen über drei Lisenen, zwei über Eck gestellte und eine in der Mitte. Der horizontalen Gliederung dient ein gerader Sockel und ein oben aufsitzendes, vorkragendes Gesims. Bei den gekehlten Schränken bestehen die Seitenwände und die Vorderseite aus mehreren tiefen, teilweise unterschnittenen Kehlen. Gestalterisch nimmt die Abstraktion zu, frühe Exemplare als Säulenschrank, spätere als Wellen- oder Nasenschrank.
Schränke sind aus Nadelholz, welches mit dekorativen Furnieren aus Nussbaum furniert wurde, besonders hochwertige Schränke sind zusätzlich mit Intarsien wie Figuren oder Rankenwerk aus verschiedenen Edelhölzern, Elfenbein oder Silber verziert. Massive Schränke aus Eichenholz kommen ebenfalls vor. Unfurnierte Schränke aus massivem Tannen- oder Eichenholz können als zeitgenössische Nachbauten gelten, die keine Meisterstücke waren.
Der Frankfurter Schrank ist vollständig zerlegbar in Türen, Seitenteile, die Rahmenrückwand sowie Gesims und Sockelgeschoss.
Eine Variante der Frankfurter Schränke stellt der Wellenschrank dar, der seinen Namen von den aufwändig mit Nussbaum querfurnierten Profilleisten in Wellenform erhielt, die die gesamte Front und die Seiten dekorieren. Zum sogenannten Nasenschrank kommen noch die ebenfalls querfurnierten, nasenförmig hervorstehenden Lisenen und die ebenso gestaltete Schlagleiste der Tür hinzu.
Die Verbindungen der Einzelteile sind bewusst einfach gestaltet, die Rahmenrückwand ist nur gesteckt, Gesims und Sockelgeschoss werden durch Keile verbunden und die Türen sind nur eingehängt. Durch diese einfache, aber sehr flexible Konstruktion wird der Schrank unverwüstlich, so dass noch heute viele Frankfurter Schränke erhalten sind und sich in Privatbesitz befinden.
Früher wurden beim Restaurieren der Schränke oft schwerwiegende Fehler gemacht, die flexiblen Verbindungen wurden entfernt und durch Leim ersetzt. Durch diese starre Verbindung konnte das Holz nicht mehr arbeiten, so dass ein Transport nur im Ganzen erfolgen konnte. Sehr schnell bemerkte man, dass der Frankfurter Schrank nur durch seine Flexibilität so dauerhaft war.

## Geschichte
Zum ersten Mal wurden Frankfurter Schränke durch den Frankfurter Schreinermeister Friedrich Unteutsch (um 1600–1670) gebaut. Unteutschs Neues Zieratenbuch: den Schreinern, Tischlern oder Künstler und Bildhauern sehr dienlich erschien um 1650. Zur Vollendung eines aufwendig furnierten und intarsierten Exemplars benötigte ein einzelner Handwerker bis zu einem Jahr. Auch außerhalb Frankfurts wurden Frankfurter Schränke gebaut, doch stammen die meisten tatsächlich aus Frankfurter Werkstätten.
1962 wurde ein Frankfurter Schrank im Goethe-Haus New York aufgestellt. 2002 gab es einen Restitutionsfall aus den Niederlanden, wo es um einen Schrank aus dem Nachlass der Familie F.B.E. Gutmann ging. JSTOR:44932997

### In Museen

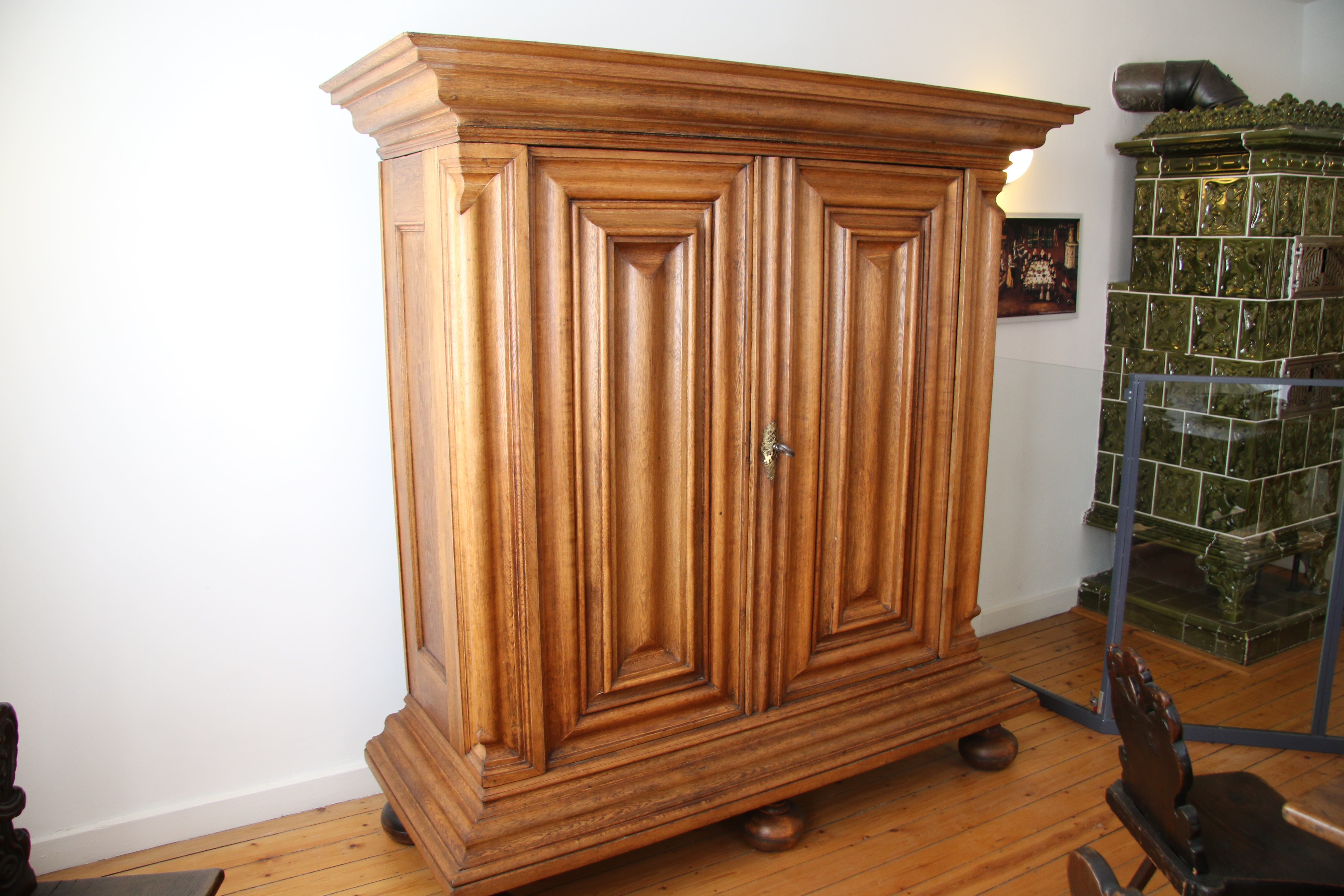
Frankfurter Schrank als Wellenschrank aus Eichenholz (im Bachgaumuseum Großostheim)

Museale Exemplare finden sich u. a. im Museum für Angewandte Kunst Frankfurt, im Museum für Angewandte Kunst Köln (Wellenschrank), im Historischen Museum Frankfurt und im Bachgaumuseum Großostheim (Wellenschrank).

### Rezeption
Der Begriff „Frankfurter Schrank“ findet seine Fortsetzung in der Frankfurter Küche als Möbel der 1920er Jahre.
Die Form des adeligen Prunkmöbels wird vom pseudo-barocken Gelsenkirchener Barock imitiert, ohne jedoch dessen Qualität in Entwurf und Ausführung zu folgen.
1985 entwarfen die drei Frankfurter Architekten Norbert Berghof, Michael Landes und Wolfgang Rang den „Frankfurter Hochhausschrank F1“ als zeitgenössische Interpretation des Frankfurter Schranks.